# Station Aberdare
Aberdare is een station van National Rail in Rhondda Cynon Taf in Wales. Het station is eigendom van Network Rail en wordt beheerd door Transport for Wales. 